# Centro de cultura y arte Kungoni
El Centro de cultura y arte Kungoni (en inglés: Kungoni Centre of Culture and Art) es una organización sin fines de lucro en el centro de Malaui. Se encuentra en Mua, una aldea en el distrito de Dezda, a unos 60 km de Salima. El Centro Kungoni fue establecido por el sacerdote católico Claude Boucher Chisale con la intención de dar formación a los talladores locales en una variedad de formas artísticas a fin de mejorar los ingresos de los locales. Además de las esculturas, el Centro Kungoni también ha desarrollado un sector de cultura, que incluye el Museo Chamare, el centro de investigación, el grupo local de baile tradicional y cursos culturales.